# Glendale (Arizona)
Glendale város az USA Arizona államában. Lakosainak száma 248 325 fő (2020. április 1.).

## Népesség
A település népességének változása:

| 2010 | 226 721 |
| 2020 | 248 325 |

## Sport
Itt található a University of Phoenix Stadium.